# Boleophthalmus pectinirostris
Espèce
Boleophthalmus pectinirostris est une espèce de gobies, poissons de la famille des Gobiidae, de la sous-famille des Oxudercinae.

## Description
Sa taille peut atteindre 20 cm,.

## Habitat
C'est une espèce de climat tropical (26-30 °C) vivant dans la zone démersale.

## Répartition
On la rencontre dans les eaux côtières de Chine, Corée, Japon et Taïwan,,,,,,,,,,,,,,,.

## Observations
Inoffensif pour l'être humain, il est utilisé dans la médecine chinoise.